# Børnehjælpsdagen 1905, II
 For alternative betydninger, se Børnehjælpsdagen (flertydig). (Se også artikler, som begynder med Børnehjælpsdagen)|  | Denne artikel er oprettet af botten PalnaBot ud fra en ekstern database. Den kan derfor have sproglige fejl eller mangler. Denne skabelon kan fjernes efter kontrol af indholdet. |
Børnehjælpsdagen 1905, II er en film instrueret af Peter Elfelt.

## Handling
Optog på Amalienborg Slotsplads.